# ルベン・マルティネス

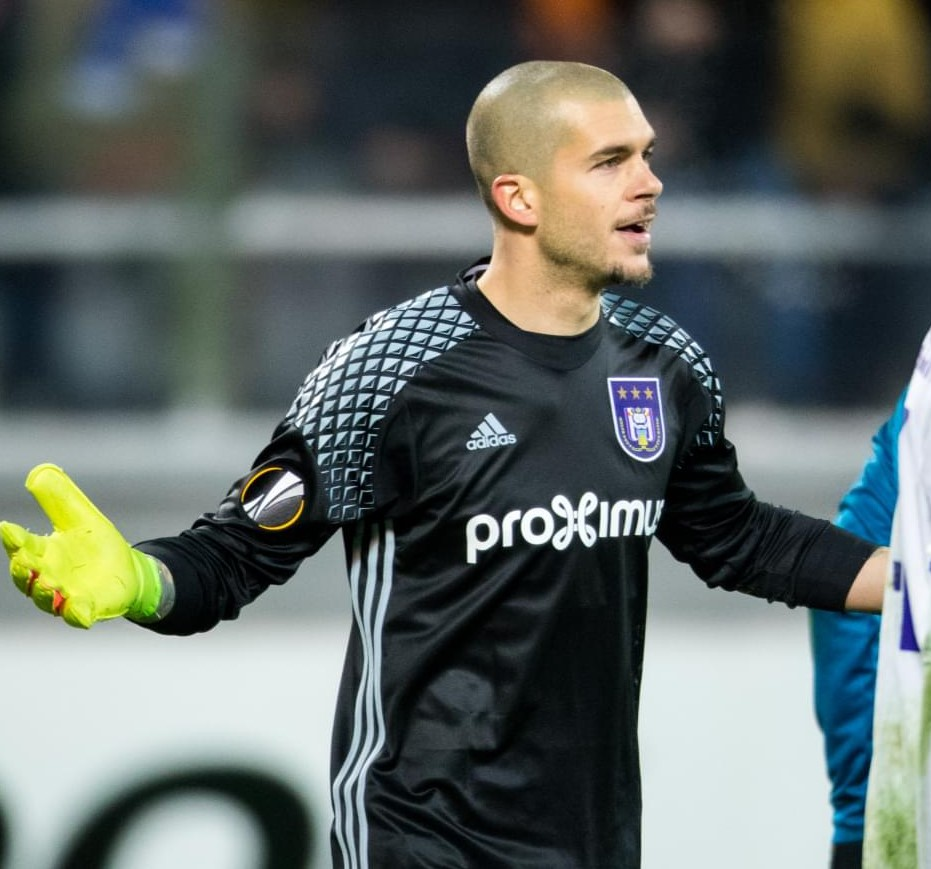
ルベン・マルティネス

ルベン・イバン・マルティネス・アンドラーデ（Rubén Iván Martínez Andrade, 1984年6月22日 - ）は、スペイン・ガリシア州コリスタンコ出身のサッカー選手。AEKラルナカ所属。ポジションはゴールキーパー。

## 経歴
13歳でFCバルセロナのカンテラに入団し、ユースチームの正GKを守り続けた。セルヒオ・ガルシア、アンドレス・イニエスタなどとともに2003年のFIFAワールドユース選手権で準優勝を果たすものの、本大会での出場機会には恵まれなかった。2004-05シーズンにリュシュテュ・レチベルがフェネルバフチェにレンタル放出された事によりトップチームに昇格し、ビクトル・バルデス、アルベルト・ジョルケラに次ぐ第3GKとしてベンチ入りしたが、出場機会を殆ど得られず2007-08シーズンにはラシン・フェロルにレンタル移籍。
2008年にセグンダ・ディビシオンB（3部）のFCカルタヘナに完全移籍し、正GKとしてセグンダ・ディビシオン（2部）昇格を果たした。翌年も昇格1年目ながら昇格圏手前の5位と躍進した。
2010年8月31日に移籍金135万ユーロでマラガCFに移籍。移籍後は古参のフランセスク・アルナウ等を抑えて正GKを獲得したが、故障とセルヒオ・アセンホならびにウィリー・カバジェロの加入でポジションを失った。背番号1を貰った2011-12シーズンも出番には恵まれず、イドリス・カルロス・カメニの加入によって第3GKに転落した。
2012年7月18日にラーヨ・バジェカーノへのレンタル移籍が決定。契約上出場不可能だったマラガ戦を除いてはほぼ全ての試合に出場。8位に躍進し、シーズン終了後の2013年7月23日に完全移籍。
2015年6月4日、レバンテUDへ完全移籍。
2018年7月5日、CAオサスナにフリーで移籍した。契約期間は1年間で、350万ユーロでの契約解除条項が付く。
2021年7月9日、AEKラルナカに移籍した。

## 所属クラブ
- FCバルセロナB 2002-2004
- FCバルセロナ 2004-2007

→ ラシン・フェロル (loan) 2007-2008
- FCカルタヘナ 2008-2010
- マラガCF 2010-2013

→ ラーヨ・バジェカーノ (loan) 2012-2013
- ラーヨ・バジェカーノ 2013-2014
- UDアルメリア 2014-2015
- レバンテUD 2015-2016
- デポルティーボ・ラ・コルーニャ 2016-2018

→ RSCアンデルレヒト (loan) 2017
- CAオサスナ 2018-2021
- AEKラルナカ 2021-

## タイトル

### クラブ
FCバルセロナ
- リーガ・エスパニョーラ : 2004-05, 2005-06
- スペイン・スーパーカップ : 2005, 2006
- UEFAチャンピオンズリーグ : 2005-06

RSCアンデルレヒト
- ベルギー・ファースト・ディビジョンA : 2016-17

CAオサスナ
- セグンダ・ディビシオン : 2018-19

### 代表
U-23スペイン代表
- 地中海競技大会 : 2005